# Калки (Псковская область)
Калки (или Малые Калки) — деревня в Печорском районе Псковской области России. Входит в состав сельского поселения «Новоизборская волость».
Расположена на южном побережье Калацкого озера (Бездонка), западнее деревни Печки, в 10 км к северу от волостного центра, деревни Новый Изборск.

## Население
Численность населения деревни на конец 2000 года составляла 50 жителей.
| 2001 | 2002 | 2010 |
| ---- | ---- | ---- |
| 50   | ↘36  | ↘29  |